# آندره‌آ مینگوزی
آندره‌آ مینگوزی (به ایتالیایی: Andrea Minguzzi) (زادهٔ ۱ فوریه ۱۹۸۲) کشتی‌گیر پیشین ایتالیایی است که در دستهٔ ۸۴ کیلوگرم کشتی فرنگی فعالیت می‌کرد. مینگوزی با قهرمانی در بازی‌های المپیک ۲۰۰۸ پکن، به عنوان تنها ایتالیایی مدال‌آور این رقابت‌ها، مدال طلا را کسب کرد و به همین مناسبت نشان شایستگی جمهوری ایتالیا را نیز از رئیس‌جمهور این کشور دریافت کرد.
رقابت جنجال‌برانگیز مینگوزی در دیدار نیمه‌نهایی المپیک ۲۰۰۸ پکن با آرا آبراهامیان سوئدی با اعتراض آبراهامیان و سوئدی‌ها به وضعیت داوری این مسابقه، بحث‌برانگیز شد. او همچنین دارای دو مدال برنز قهرمانی کشتی اروپا در سال‌های ۲۰۰۷ و ۲۰۰۸ است.